# Papilio warscewiczii
Papilio warscewiczii är en fjärilsart som beskrevs av Carl Heinrich Hopffer 1865. Papilio warscewiczii ingår i släktet Papilio och familjen riddarfjärilar. Inga underarter finns listade i Catalogue of Life.

## Bildgalleri

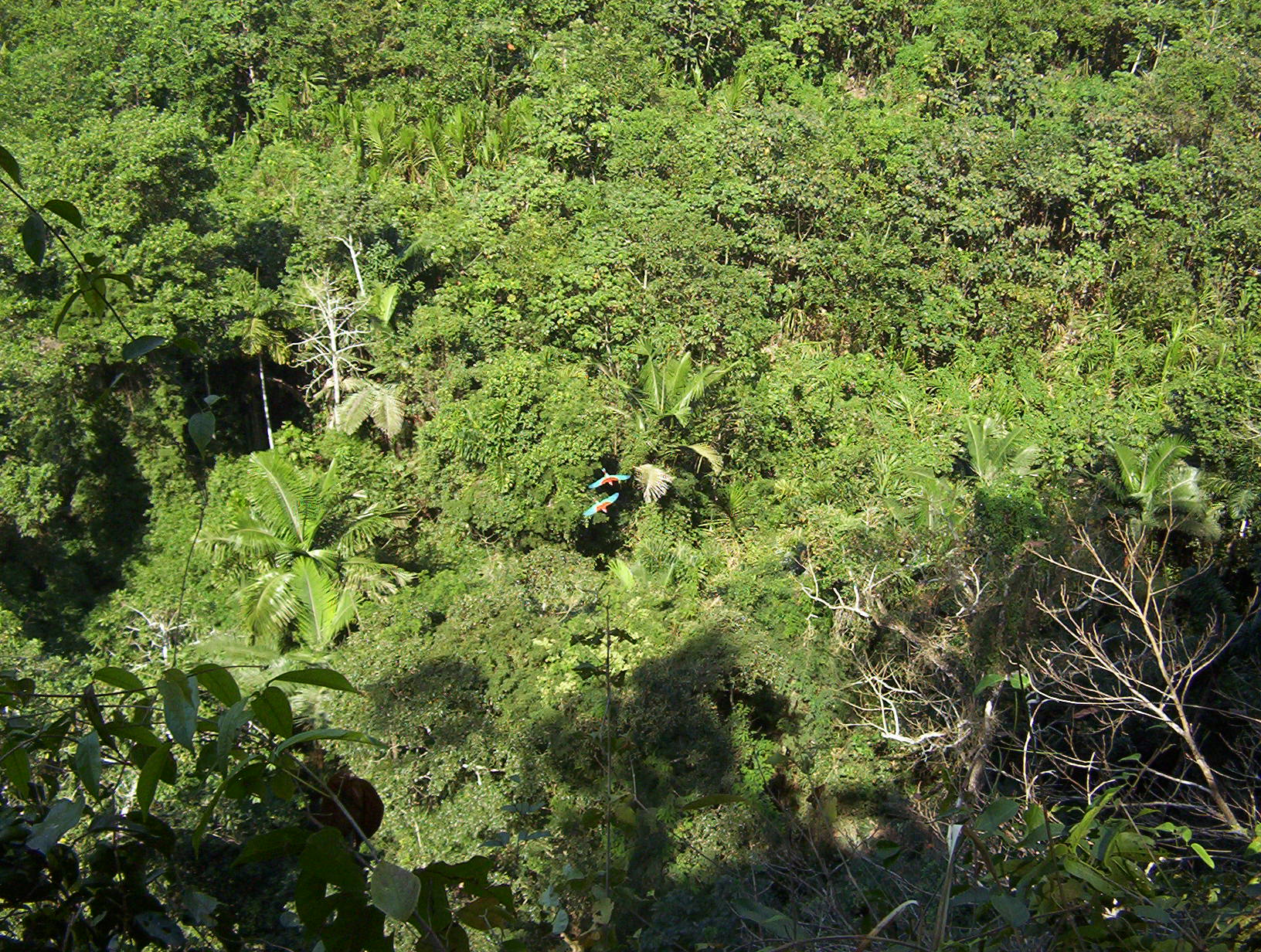